# 南興廟
24°45′18″N 121°45′10″E / 24.755137°N 121.752830°E
南興廟，舊稱三興廟，是位於臺灣宜蘭縣宜蘭市新民里、南館市場樓頂的註生娘娘廟。

## 沿革
南興廟興建於咸豐年間。廟址原位在今宜蘭水利會旁巷弄內，後來清末時與今位於土地銀行的觀音廟、宜蘭公園的土地公廟合併，稱為「三興廟」。
1930年，因為道路拓寬，才移到南興街8號，並改名為現名。當時就座落在老的南館市場邊，近中山路與臺灣銀行宜蘭分行。1979年，由於宜蘭市都市計畫，該廟遷移到南館市場頂樓。建於市場靠南面的四樓頂上，可搭乘電梯上去。

## 祭祀
在1988年記者吳敏顯報導時，臺灣以註生娘娘為主神的只有嘉義縣新港鄉的南壇水月庵、高雄縣橋頭鄉的橋頭註生宮、和屏東縣竹田鄉的永福堂。1976年正逢龍年，這一年台灣的人口出生率高達千分之廿五點九三，宜蘭縣人口出生率高達千分之廿五點一，南興廟當年也香火茂盛，許多如願弄璋弄瓦的男女會帶麻油雞酒、米糕等回到廟裡拜拜叩謝。
廟方從2000年代末開始起舉辦每年2次的祈子儀式。供品包含意味著有好結果的兩顆蘋果、代表照亮光明的一對蠟燭、註生娘娘金、裝有花生、蓮子、栗子、紅棗、龍眼等果實、象徵五子登科的的袋子、嬰兒鞋等等，另外還得準備一束百合花（求男生用白色花朵、求女生則用粉紅色花朵），依序完成過火、 向註生娘娘恭呈疏文等程序。
廟中所祭祀的土地公是從擺厘請來，據說是因該地出過進士楊士芳，所以該神像戴官帽。

## 古物
廟內有光緒十年（1884年）由官員彭達孫所敬獻、寫有「真實不虛」的匾額，為他感謝主祀開漳聖王的宜蘭三清宮開出的藥方治癒了妻子，但為何在南興廟則原因不明。供奉註生娘娘的石香爐則刻有光緒十年的字樣。
祭祀噶瑪蘭廳城的南門土地公神像，至於東門土地公在宜蘭新民堂，西門土地公則可能在宜蘭文昌廟。

## 圖集

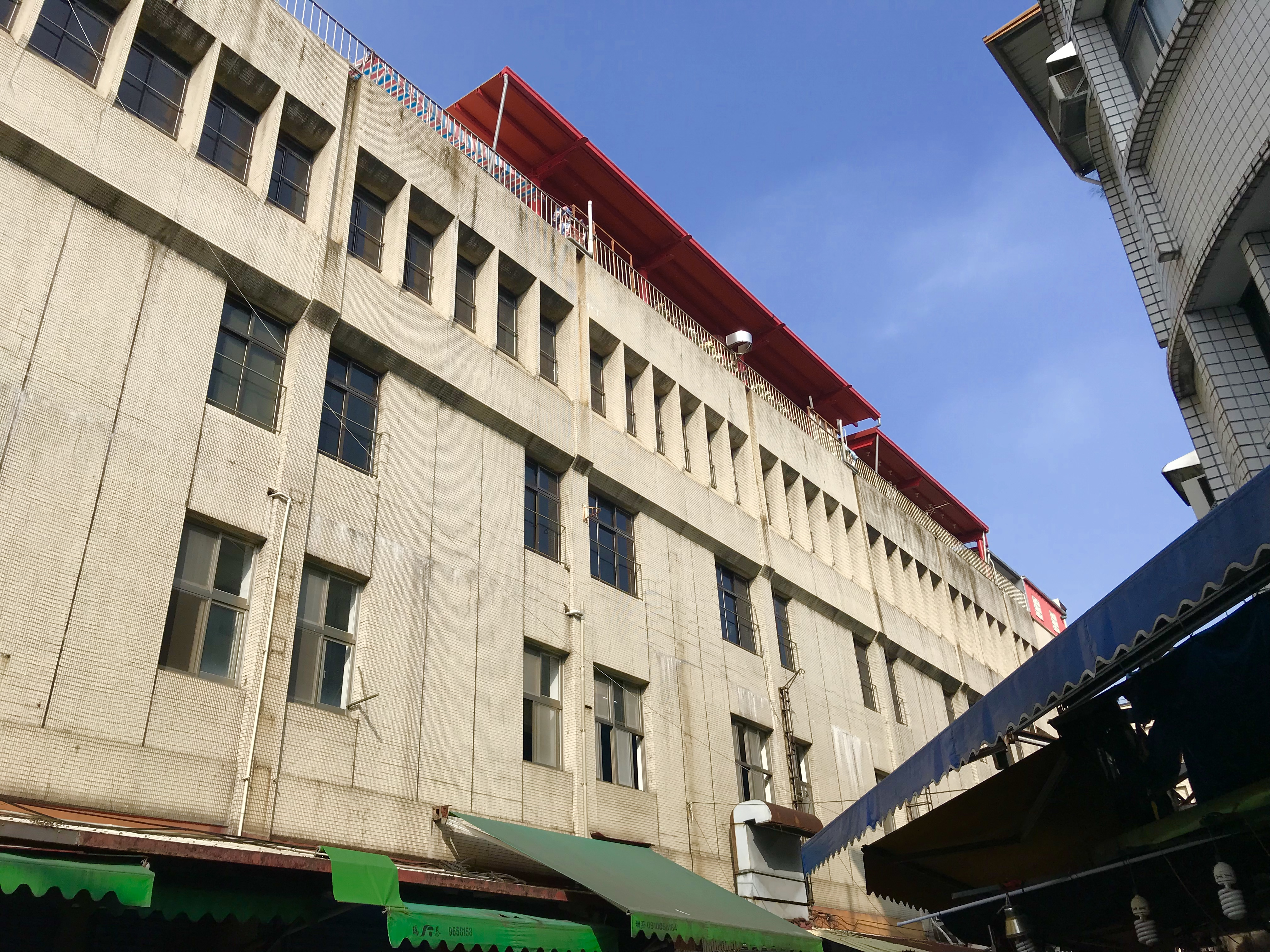
南館市場樓頂的南興廟。
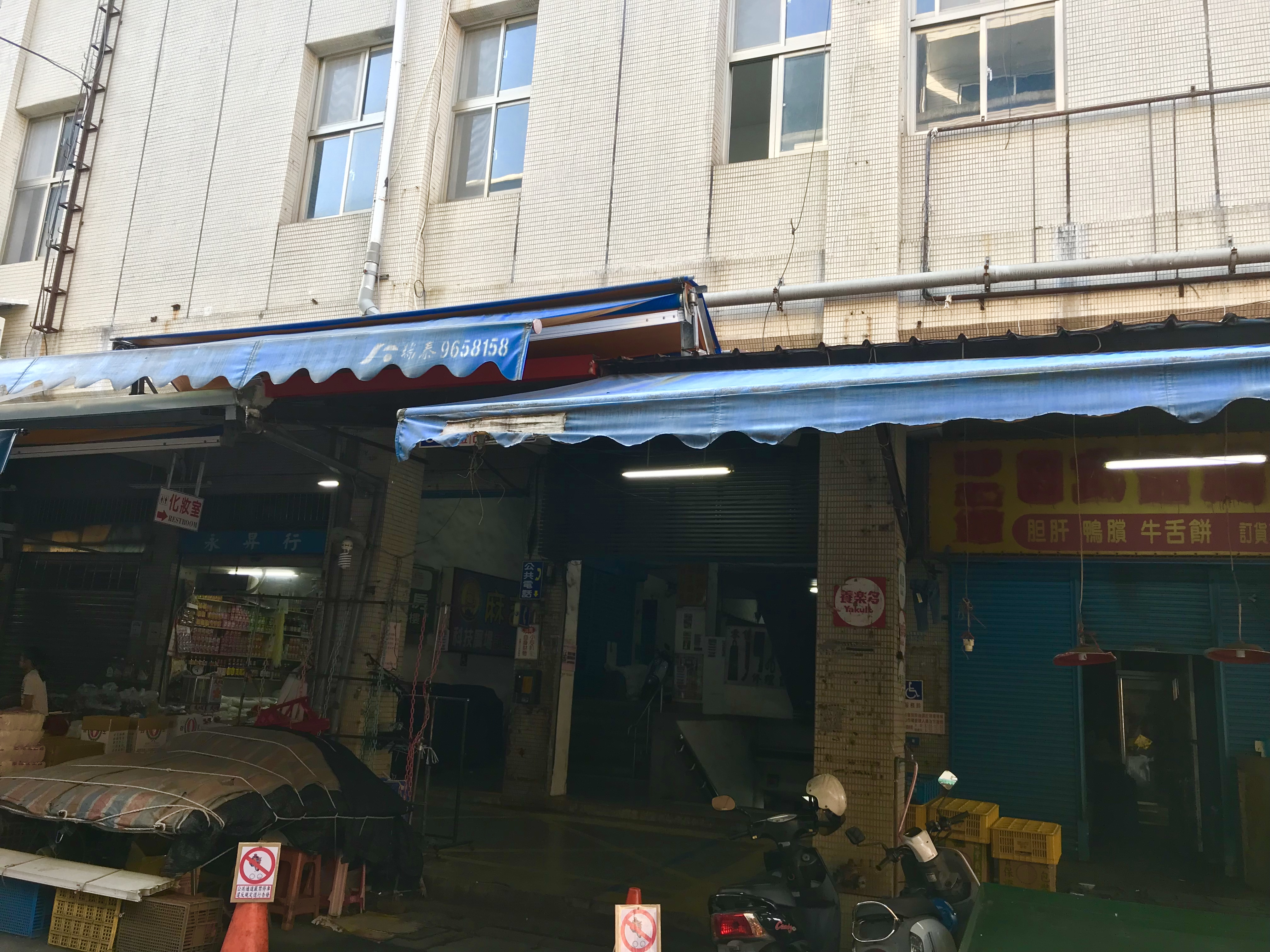
通往此廟的電梯門口。
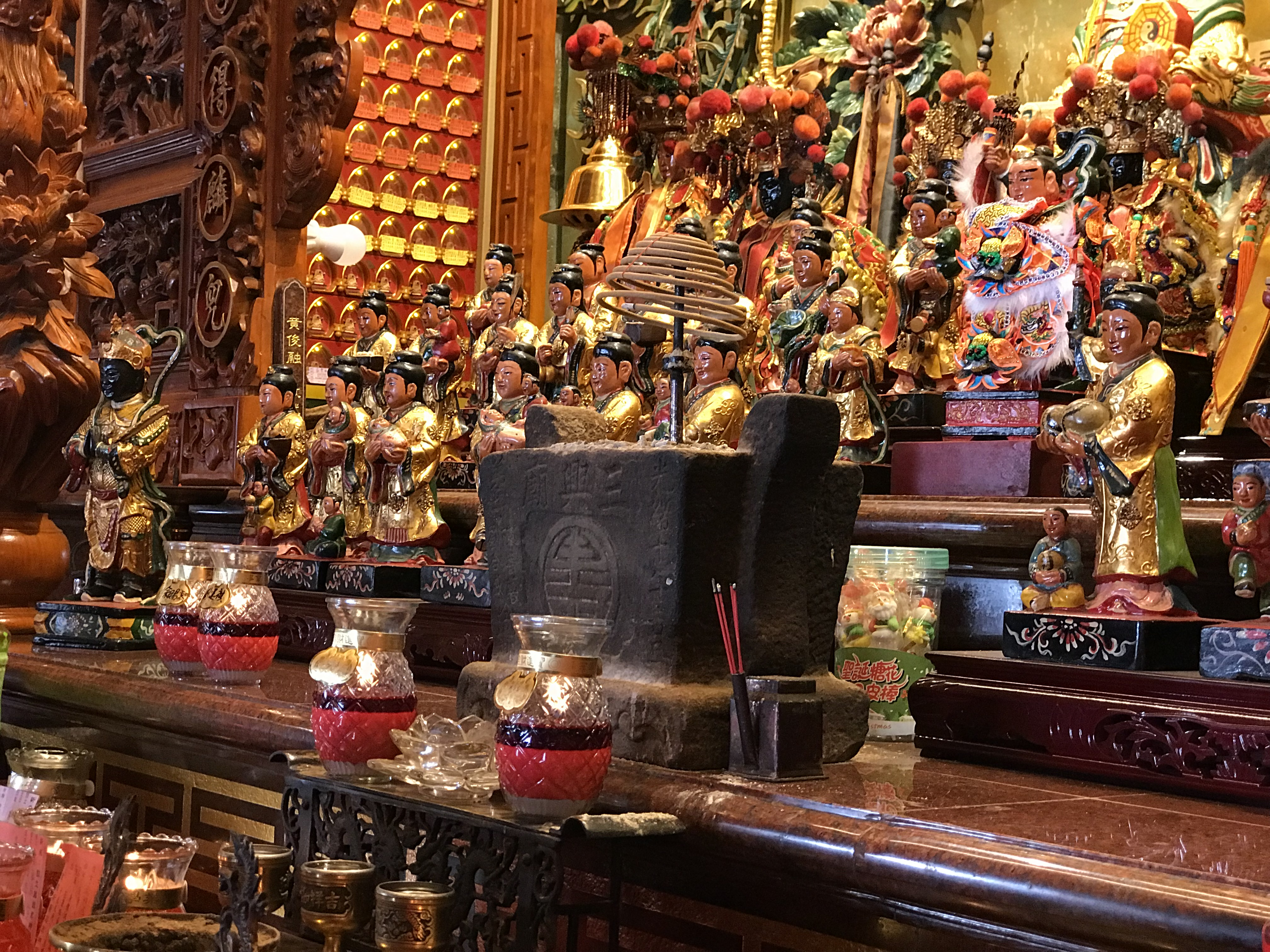
神像與香爐
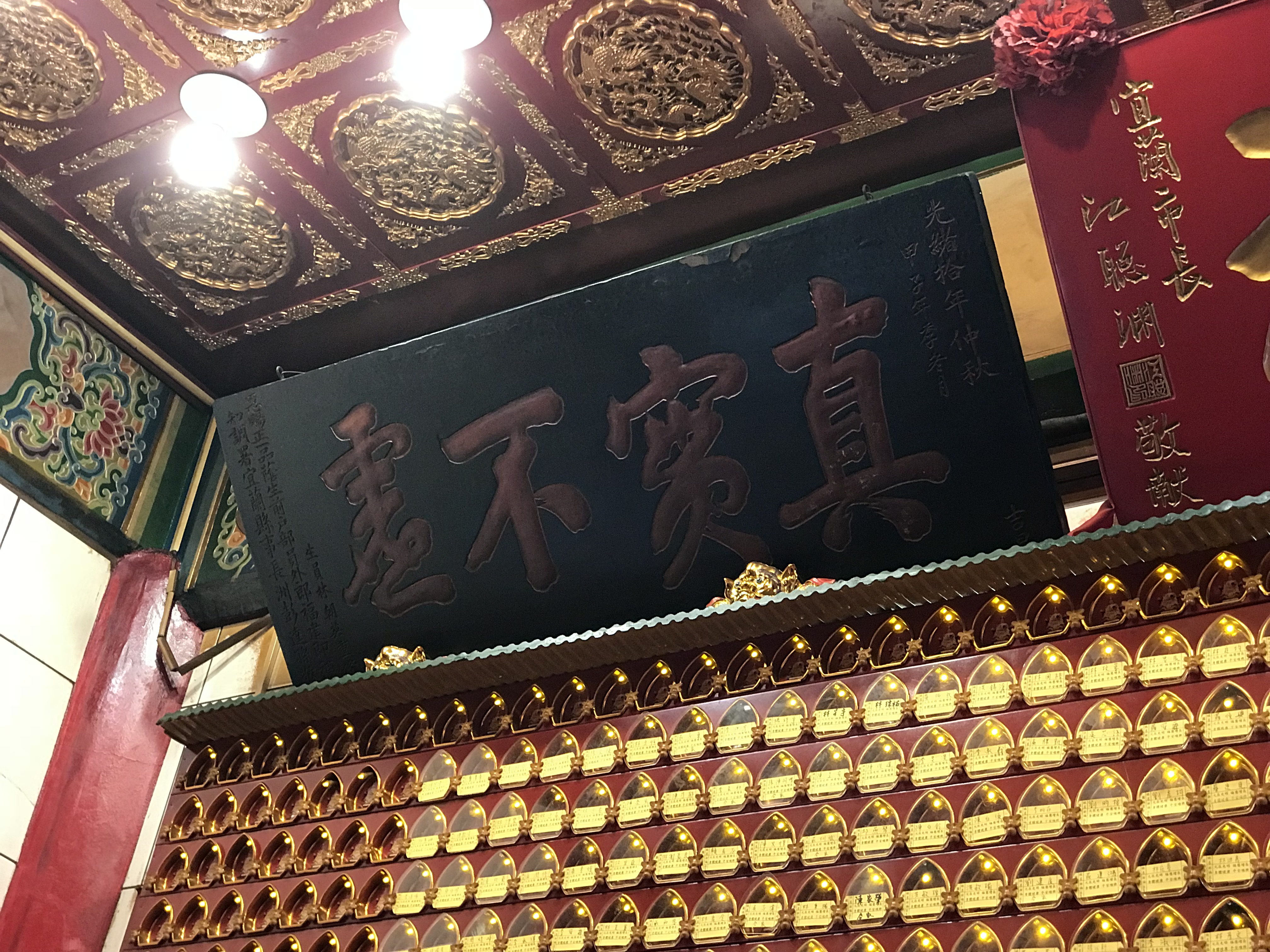
彭達孫所贈的匾額。
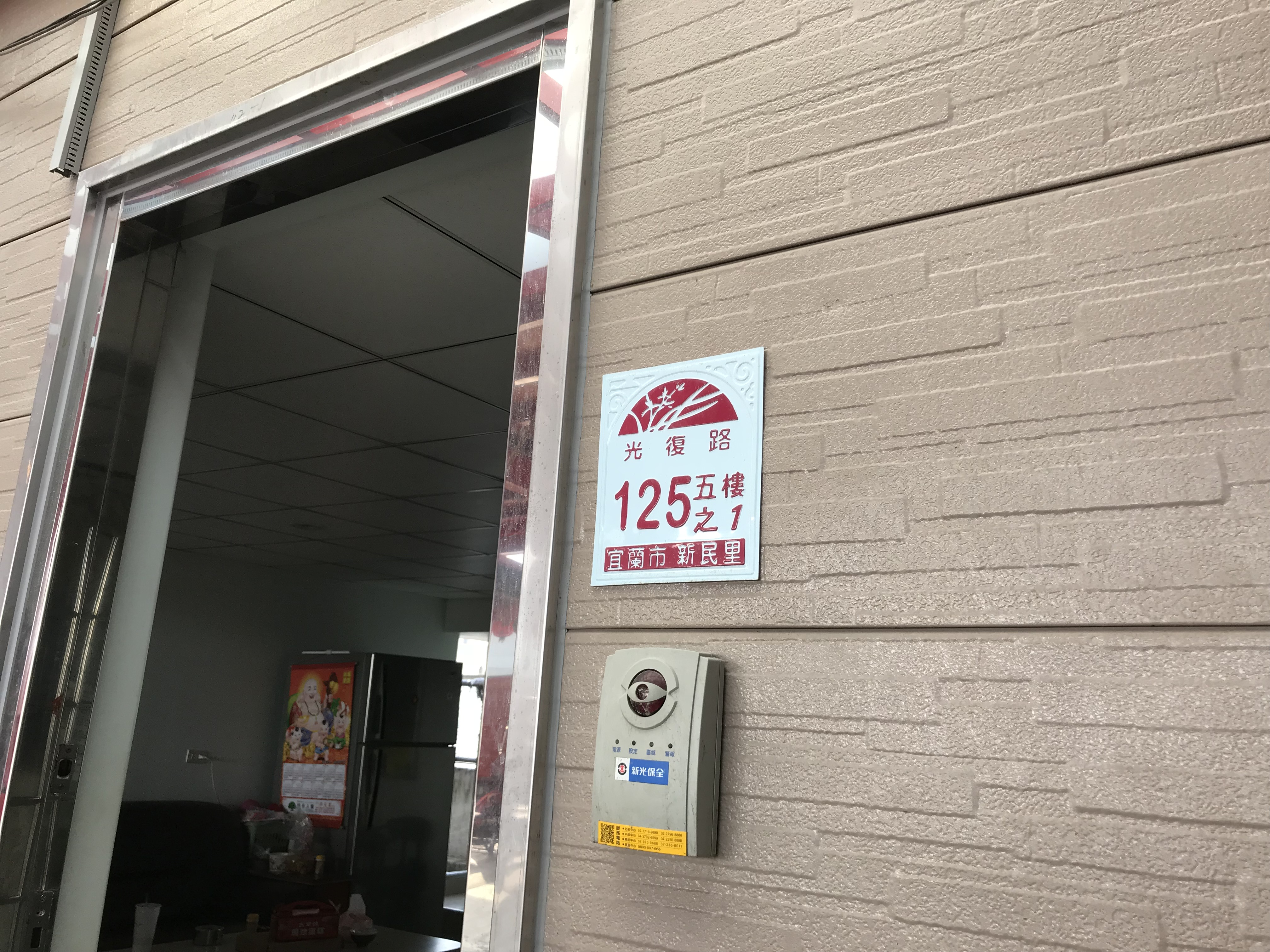
門牌為新民里光復路125號5樓之1。